# ГЕС A Vuong
ГЕС A Vuong — гідроелектростанція у центральній частині В'єтнаму. Знаходячись після ГЕС Za Hung (30 МВт), становить нижній ступінь каскаду на річці A Vuong, лівій притоці Бунг, котра в свою чергу є лівою притокою Vu Gia (впадає до Південно-Китайського моря в районі Дананга, утворюючи спільну дельту із Thu Bon).
У межах проекту річку перекрили греблею із ущільненого котком бетону висотою 83 метри та довжиною 240 метрів, яка потребувала 350 тис. м3 матеріалу. Вона утримує водосховище з площею поверхні від 4,3 км2 до 9,1 км2 та об'ємом 344 млн м3 (корисний об'єм 267 млн м3), в якому може відбуватись коливання рівня у операційному режимі між позначками 340 та 380 метрів НРМ.
Зі сховища через лівобережний масив прокладено дериваційний тунель довжиною 5,3 км, який переходить у напірний водовід довжиною 0,5 км. Вони подають ресурс до машинного залу, спорудженого у заглибленому варіанті на лівому березі Бунг (після впадіння A Vuong) між греблями ГЕС Сонг-Бунг 4А (49 МВт) та ГЕС Сонг-Бунг 5.
Основне обладнання станції становлять дві турбіни типу Френсіс потужністю по 105 МВт, які при напорі у  300 метрів повинні забезпечувати виробництво 815 млн кВт-год електроенергії на рік.